# Karol Hadaczek

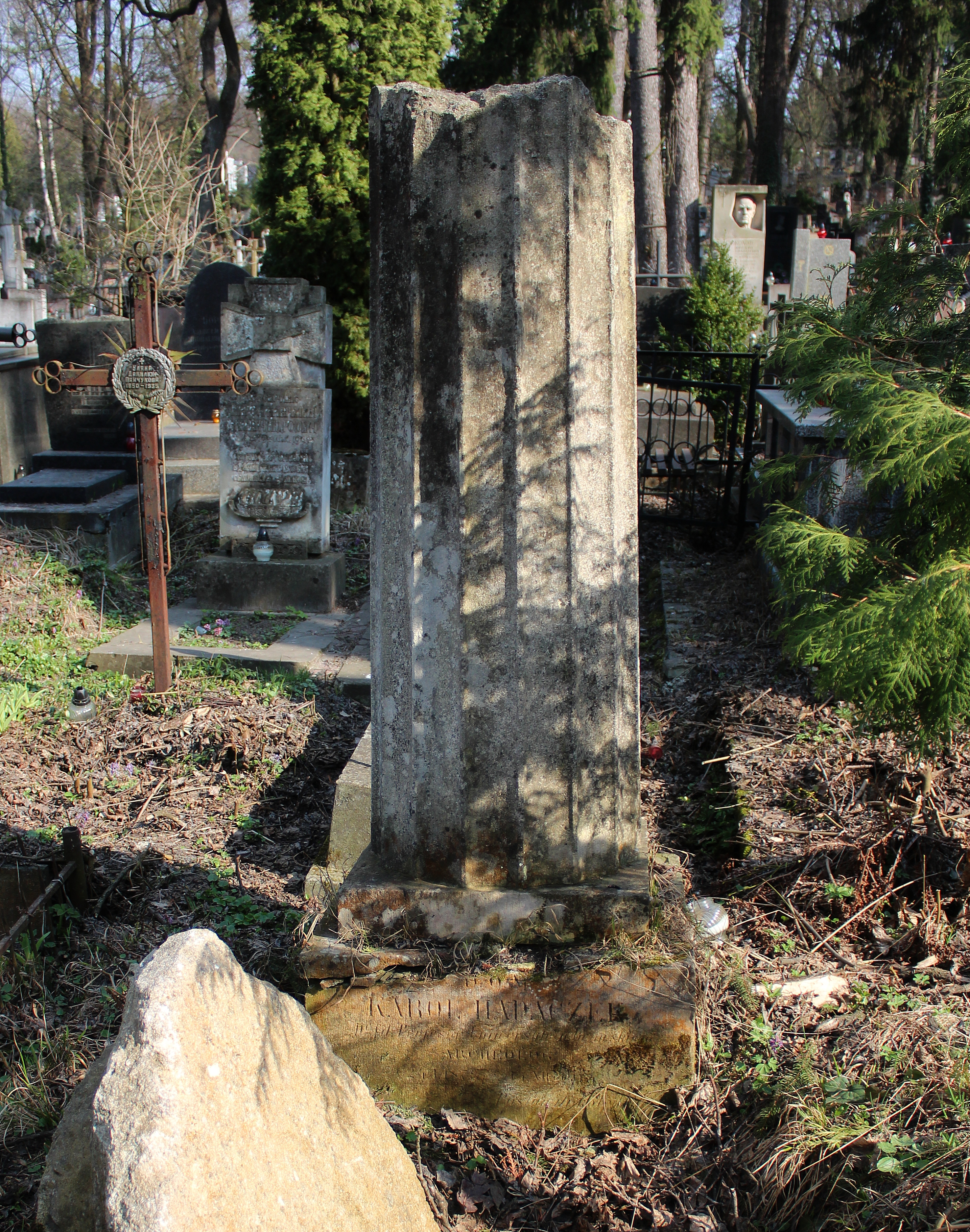
Grób

Karol Hadaczek (ur. 24 stycznia 1873 w Grabowcu, powiat Bohorodczany, zm. 19 grudnia 1914 we Lwowie) – polski archeolog, profesor Uniwersytetu Lwowskiego, członek Akademii Umiejętności, członek Towarzystwa Historycznego we Lwowie.

## Życiorys
Kształcił się w szkołach elementarnych w Lachowcach i Bohorodczanach, do gimnazjum uczęszczał w Stanisławowie (ukończył je w 1893). W latach 1893–1897 studiował filologię klasyczną i literaturę polską na Uniwersytecie Lwowskim, m.in. pod kierunkiem Ludwika Ćwiklińskiego. Dzięki wsparciu Ćwiklińskiego wyjechał w 1897 na uzupełniające studia do Wiednia. Zgłębiał na tamtejszym uniwersytecie archeologię klasyczną, historię starożytną, prahistorię, numizmatykę i historię sztuki, a studia uwieńczył doktoratem w 1900. W kolejnych latach prowadził badania naukowe w Grecji, Włoszech i Niemczech. Po powrocie w 1903 obronił na Uniwersytecie Lwowskim pracę habilitacyjną i został docentem w Zakładzie Archeologii Klasycznej i Prehistorii; równocześnie kierował Działem Archeologicznym Muzeum im. Dzieduszyckich we Lwowie oraz był konserwatorem dla utrzymania zabytków przeddziejowych we lwowskim Urzędzie Konserwatorskim. W 1905 został mianowany profesorem nadzwyczajnym i objął kierownictwo Katedry i Zakładu Archeologii Klasycznej i Prehistorii Uniwersytetu Lwowskiego; w roku akademickim 1913/1914 pełnił funkcję dziekana Wydziału Filozoficznego. W ramach ekspedycji austriackiej uczestniczył w pracach wykopaliskowych w Egipcie (1911-1913).
W 1909 został powołany na członka korespondenta AU (późniejsza PAU). Był również członkiem korespondentem (1903), następnie członkiem zwyczajnym (1905) Instytutu Archeologicznego w Wiedniu. Uchodził za człowieka o łagodnym usposobieniu, ale popadał często w konflikty z otoczeniem, m.in. na tle rywalizacji o pozycję prowadzonej przez niego katedry na uniwersytecie. Po wybuchu I wojny światowej w czasie oblężenia Lwowa przeżywał załamanie psychiczne wywołane wojną, problemami finansowymi oraz niezrozumieniem i zawiścią ze strony niektórych archeologów. Zmarł śmiercią samobójczą (zastrzelił się). Został pochowany na Cmentarzu Łyczakowskim we Lwowie, jednak jego grób obecnie już nie istnieje. Jego studentami byli m.in. Bohdan Janusz, Włodzimierz Antoniewicz i Józef Kostrzewski.

## Praca naukowa
W pracy naukowej zajmował się prahistorią oraz archeologią starożytnej Grecji. Zbadał około 200 grobów na cmentarzysku z okresu rzymskiego we wsi Gać koło Przeworska i zgłosił hipotezę, że tamtejsza kultura została stworzona przez ludność pochodzenia germańskiego. Od jego badań na tym stanowisku czeski badacz Lubor Niederle stworzył pojęcie "kultura przeworska", którym zastąpił wcześniej używany termin "kultura wenedzka".

## Prace naukowe
Ogłosił ponad 50 prac naukowych, m.in.:
- Nowo odkryty dyplom żołnierski z czasów Domicyana (1897)
- Kilka uwag o czasach prehistorycznych Galicji (1897–1898)
- Z badań archeologicznych w dorzeczu Bugu (1900)
- Ślady epoki tzw. archaiczno-mykeńskiej we wschodniej Galicyi (1901)[5]
- Z badań archeologicznych w dorzeczu Dniestru (1902)
- Der Ohrschmuck der Griechen und Etrusken (1903)
- Grób Neptolemosa w Delfach[6] (1903)
- Rzeźba w usługach świątyni greckiej (1903)
- Światowid (1904)
- Złote skarby michałkowskie (1904)[7]
- Dział przedhistoryczny Muzeum im. Dzieduszyckich (1907)[8]
- Polygnotos, pierwszy klasyk malarstwa greckiego (1908)[9]
- Cmentarzysko ciałopalne koło Przeworska (1909)
- Kultura dorzecza Dniestru w epoce cesarstwa rzymskiego (1912)[10]
- Osada przemysłowa w Koszyłowcach z epoki eneolitu (1914)